# Metoprolol
Metoprolol ist ein Arzneistoff aus der Gruppe der selektiven β1-Adrenorezeptorenblocker (Betablocker) und wird zur Behandlung des Bluthochdrucks, der koronaren Herzkrankheit, von Herzrhythmusstörungen und zur Akutbehandlung des Herzinfarktes verwendet. Ein weiteres Anwendungsgebiet ist die Migräneprophylaxe.

## Klinische Angaben

### Anwendungsgebiete (Indikationen)
Metoprolol kann in der  Therapie des Herzinfarktes, des Bluthochdrucks, der koronaren Herzkrankheit, der Herzinsuffizienz und bestimmter Herzrhythmusstörungen eingesetzt werden. Darüber hinaus wird Metoprolol bei Migränepatienten zur Anfallsprophylaxe eingesetzt, wenn bestimmte Kriterien erfüllt sind.

### Gegenanzeigen (Kontraindikationen)
Metoprolol darf u. a. nicht bei dekompensierter Herzinsuffizienz (NYHA IV), AV-Block 2. oder 3. Grades, Bradykardie (Ruhepuls kleiner als 50 Schläge pro Minute vor Behandlungsbeginn), Hypotonie (Blutdruck systolisch kleiner 90 mm Hg) und bronchialer Hyperreagibilität (etwa in Zusammenhang mit Asthma bronchiale) angewendet werden. Bei Patienten mit peripheren Durchblutungsstörungen ist eine Verstärkung der Beschwerden möglich.

### Wechselwirkungen mit anderen Medikamenten
Die intravenöse Gabe von Metoprolol bei Patienten, die bereits eine Therapie mit Calciumantagonisten (vom Verapamil- und Diltiazemtyp) oder anderen Antiarrhythmika (wie Disopyramid) erhalten, kann zu schweren bradykarden Herzrhythmusstörungen führen und ist daher kontraindiziert; ebenso die i.v.-Gabe der oben genannten Calciumantagonisten und Antiarrhythmika unter Therapie mit Metoprolol (Ausnahme Intensivmedizin).

### Anwendung während Schwangerschaft und Stillzeit
Metoprolol sollte in der Schwangerschaft und Stillzeit nur unter strenger ärztlicher Kontrolle eingesetzt werden. Im Tierversuch (Maus und Ratte) gab es Hinweise auf eine Minderdurchblutung der Plazenta und in der Folge fötale Wachstumsstörungen. Auch das Risiko kindlicher Herzrhythmusstörungen kann nicht ausgeschlossen werden.

### Besondere Patientengruppen (Diabetiker, Nierenkranke)
Bei gleichzeitiger Anwendung von Metoprolol und Insulin oder oralen Antidiabetika kann deren Wirkung verstärkt oder verlängert
werden, was das Risiko einer Hypoglykämie steigert. Gleichzeitig werden Warnzeichen einer Hypoglykämie (Herzrasen und Muskelzittern) verschleiert oder abgemildert. Daher sind  bei Diabetikern unter Therapie mit Metoprolol regelmäßige Blutzuckerkontrollen erforderlich.

### Unerwünschte Wirkungen (Nebenwirkungen)
Neben gelegentlichen Überempfindlichkeitsreaktionen können durch die Blutdrucksenkung bedingte Nebenwirkungen wie Ohrensausen und Schwindel beobachtet werden. Seltener treten zentralnervöse Veränderungen (Müdigkeit, Halluzinationen), Bronchospasmen, Potenz- und Harnentleerungsstörungen auf. Die Fähigkeit zur aktiven Teilnahme am Straßenverkehr, zum Bedienen von Maschinen oder zum Arbeiten ohne sicheren Halt kann durch Metoprolol beeinträchtigt werden. Besonders bei Behandlungsbeginn, Dosiserhöhung oder bei zusätzlichem Alkoholkonsum ist mit einer Veränderung des Reaktionsvermögens zu rechnen. Bei disponierten Personen können unter Betablockertherapie Reaktionen auf Allergene schwerer verlaufen bis hin zu anaphylaktischen Reaktionen (anaphylaktischer Schock). MAO-Hemmer verhindern den Abbau von Metoprolol im Organismus und führen somit zu dessen Anreicherung. Darüber hinaus verstärkt Metoprolol die Wirkung blutzuckersenkender Medikamente wie Insulin und Sulfonylharnstoffe. Bei Anwendung von blutzuckersenkenden Substanzen kann Metoprolol die Warnzeichen einer Hypoglykämie, insbesondere Tremor und Tachykardie, verschleiern. Metoprolol verstärkt zudem die Effekte anderer blutdrucksenkender Medikamente (Hinweis auf die schweren Blutdruckabfälle bei Anwendung von β-Blockern zusammen mit Calciumantagonisten vom Verapamil- und Diltiazem-Typ). Auch wirkungsverstärkende Effekte mit anderen herzrhythmusbeeinflussenden Medikamenten sind bekannt. Betablocker können in einzelnen Fällen eine Psoriasis aktivieren.
Das Ausmaß der Vergiftungserscheinungen bei Überdosierung ist von der zugeführten Substanzmenge abhängig und äußert sich in Form von schweren Blutdruckabfällen, niedriger Herzfrequenz bis zum Herzstillstand mit entsprechenden Funktionsausfällen der Organe. Eine Überdosierung erfordert eine intensivmedizinische Behandlung und Überwachung.

## Pharmakologische Eigenschaften

### Wirkungsmechanismus
Metoprolol blockiert β-Adrenozeptoren, und zwar vor allem β1-Adrenozeptoren, die sich hauptsächlich im Erregungsbildungs- und Erregungsleitungsgewebe des Herzens (Sinusknoten, Vorhöfe, AV-Knoten, Kammermuskulatur) und in den Herzkranzgefäßen befinden. Dadurch senkt Metoprolol die Erregungsleitungsgeschwindigkeit, die Schlagfrequenz und die Kontraktionskraft des Herzens. β2-Adrenozeptoren sind nicht im Herzgewebe, sondern im Bronchialsystem, den Muskelgefäßen und anderen Organen wie Harnblase, Leber und Muskulatur lokalisiert und werden von Metoprolol nur wenig oder erst bei höherer Dosis blockiert. Daraus ergibt sich, dass Metoprolol eher bei Patienten mit chronischen Atemwegserkrankungen (etwa mit Asthma bronchiale) oder mit peripheren Durchblutungsstörungen eingesetzt werden kann, als β-Blocker, die unselektiv sowohl β1- als auch β2-Adrenozeptoren blockieren. Aus der Verteilung der Rezeptoren lässt sich teilweise auch das Nebenwirkungsspektrum erklären.
Metoprolol stimuliert die β-Adrenozeptoren nicht (keine intrinsische sympathomimetische Aktivität, ISA) und hat nur schwach ausgeprägt membranstabilisierende Eigenschaften. Die relative Wirkstärke des Metoprolols zu Propranolol beträgt 1.
Nach längerer Anwendung darf die Metoprololeinnahme nicht unterbrochen oder das Medikament ganz abgesetzt werden. Die Dosis muss langsam verringert werden (Behandlung ausschleichen), um überschießende Kreislaufreaktionen (Tachykardie, Hypertonie) als Rebound-Effekt zu vermeiden.

### Aufnahme und Verteilung im Körper
Metoprolol wird nach oraler Gabe im Magen-Darm-Trakt fast vollständig (zu etwa 95 %) aufgenommen und hauptsächlich in der Leber oxidativ durch das CYP2DA-Isoenzym verstoffwechselt. Zwei der drei Hauptmetaboliten zeigen ebenfalls schwach betablockierende Eigenschaften, sind jedoch klinisch irrelevant.
Bei Leberzirrhose muss wegen der dann verminderten Metabolisierungsrate mit erhöhten Plasmaspiegeln an unverändertem Metoprolol gerechnet werden.
Durch den hohen First-Pass-Effekt sind etwa 50 % der ursprünglichen Dosis systemisch verfügbar. Die maximalen Plasmaspiegel werden nach 1,5 bis 2 Stunden erreicht. Die Plasmaproteinbindung liegt bei 12 % und das relative Verteilungsvolumen bei 5,6 l/kg. Metoprolol und seine Metabolite werden zu etwa 95 % renal eliminiert. Die Plasmahalbwertszeit beträgt 3 bis 5 Stunden.

### Darreichungsformen
Der Wirkstoff Metoprolol wird als Metoprololsuccinat (Salz der Bernsteinsäure), als Metoprololtartrat (Salz der Weinsäure) oder als Metoprololfumarat (Salz der Fumarsäure) in Form von Tabletten oder Retardtabletten in verschiedenen Stärken angeboten; entweder als Monopräparat oder in Kombination mit dem harntreibenden Hydrochlorothiazid. Auch ein Präparat zur intravenösen Anwendung mit 5 mg Metoprololtartrat pro 5 ml Injektionslösung ist verfügbar.
Die Retardformulierungen zeichnen sich teilweise durch eine besondere Freisetzungskinetik aus: der Wirkstoff wird mit einer konstanten Rate abgegeben, was zu besonders gleichmäßigen Plasmaspiegeln führen soll. Diese Darreichungsformen sind meist durch Namenszusätze wie ZOK, NOK oder Zero (für Kinetik nullter Ordnung, engl. zero order kinetics) gekennzeichnet.

### Chemische Informationen
Praktisch alle β-Rezeptorenblocker besitzen strukturelle Gemeinsamkeiten. Hierzu gehört die Propanolaminseitenkette mit einem Isopropyl- oder tertiären Butylsubstituenten am Stickstoff. Die aliphatische Hydroxygruppe ist von wesentlicher Bedeutung für die beta-blockierende Wirkung.

## Synthese
Die Synthese von Metoprolol (3) kann in einer zweischrittigen Reaktion erfolgen:
Dabei reagiert das Phenol-Derivat 1 unter Zugabe von Natriumhydroxid in einer nucleophilen Substitution mit 2-(Chlormethyl)oxiran zum Epoxid 2. Dieses bildet dann mit Isopropylamin den racemischen Wirkstoff Metoprolol (3) aus.

## Stereoisomerie
Metoprolol ist chiral, das aktive Stereoisomer (Eutomer) ist die (S)-Form von Metoprolol. Arzneilich verwendet wird das Racemat, wobei die Enantiomeren von Wirkstoffen in der Regel unterschiedliche pharmakologische Eigenschaften und Wirkungen haben.
Die Tabelle zeigt beide Stereoisomere. Hierbei unterscheiden sie sich in der Position des Wasserstoffatoms, das in dieser Darstellung entweder aus der Zeichenebene herausragt (S)-Form oder in die Zeichenebene hineingeht (R)-Form:
| Enantiomere von Metoprolol | Enantiomere von Metoprolol |
| -------------------------- | -------------------------- |
| CAS-Nummer: 81024-43-3     | CAS-Nummer: 81024-42-2     |

## Marktbedeutung
Mit rund 900 Millionen mittleren Tagesdosen war Metoprolol im Jahr 2012 der am meisten eingesetzte Betablocker in Deutschland. Damit ist Metoprolol der führende Vertreter der selektiven β1-Adrenorezeptorenblocker. Die Verordnung dieser nahm in den letzten 10 Jahren um fast 50 % zu. Die nichtselektiven Substanzen sind hingegen rückläufig.

## Umweltrelevanz
Bis zu 10 Prozent des eingenommenen Metoprolols werden vom Körper unverändert wieder ausgeschieden. Auf diesem Weg gelangt die Substanz über Kläranlagen, wo sie kaum bis gar nicht abgebaut wird, in Oberflächengewässer wie Flüsse. Dort werden Konzentrationen vom zwei- bis vierstelligen Nanogramm-pro-Liter-Bereich nachgewiesen, womit Metoprolol unter den untersuchten Betablockern häufig in den höchsten Umweltkonzentrationen vorliegt. Der PNEC-Wert (predicted no effect concentration) bzw. UQN(Umweltqualitätsnorm)-Wert von Metoprolol liegt bei 7,9μg/l, und somit immer noch höher als die meisten Einleitwerte. Dennoch können durch Wechselwirkungen schon geringere Konzentrationen Effekte haben.
Metoprolol ist eine der Leitchemikalien der Schweizer Kontrollliste für die Einschätzung der Klärleistung in der 4. Reinigungsstufe.

## Handelsnamen
Monopräparate
- Beloc (D, CH), Beloc-ZOK (D, CH), Lopresor (D, CH), Metopress (CH), Seloken (A), MetoHEXAL (D), zahlreiche Generika

Kombinationspräparate
- mit Nifedipin: Belnif (D)
- mit Hydrochlorothiazid: Beloc-ZOK comp (D)
- mit Felodipin: Mobloc (D),  Logimax (CH),
- mit Chlorthalidon:  Prelis comp. (D), Logroton (CH)